# Мар'ян
Мар'я́н — чоловіче ім'я, побутує в українському народі. Уживаються також форми та варіанти Маріа́н, Марія́н, зменшливо-пестливі форми Мар'яньо, Мар'янчик, Мар'янко, Мар'яночко, Мар'янонько.
Від імені Мар'ян утворюються форми по батькові: Мар'янович, Мар'янівна.

## Відповідники у інших мовах
- біл. Мар'ян, Марыян
- пол. Marian
- чеськ. Marian
- словац. Marian
- словен. Marijan
- рос. Мариан, Марьян

## Походження
Походить з латинської мови. лат. Marianus походить від власного імені лат. Marius як «належний до роду Маріїв», далі зводиться до лат. mare — море. Часто пов'язується як чоловіча форма з ім'ям Марія. Запозичене до української мови з польської.

## Відомі носії
Див. також: Статті, які починаються з «Мар'ян»
- Панчишин Мар'ян — український лікар і громадський діяч.
- Крушельницький Мар'ян Михайлович — режисер, актор.